# Pyramide Branca
La pyramide Branca est une montagne des îles Kerguelen s'élevant à 905 m d'altitude.
Elle a été nommée en l'honneur du géologue Wilhelm von Branca par son disciple Emil Werth (de) (1869-1958) en 1902 lors de l'expédition Gauss.

## Histoire
Lors de son voyage aux Kerguelen en 1928-1929, Edgar Aubert de la Rüe écrit : « Dominant de ses 1 000 mètres le fond de la baie des Swains, la pyramide Branca présente vers l'est sa face la plus raide et, vue du fjord, cette montagne n'a pas l'air d'une ascension très commode. Les autres versants sont plus modérés toutefois. [...]. Nous abordons la pyramide Branca par ses pentes sud et après quelques étendues marécageuses, ce sont aussitôt d'invraisemblables champs de pierres anguleuses, tellement les coulées de basalte ont été fragmentées et disloquées par le gel ». Il ajoute plus loin : « Le point culminant de la pyramide Branca est un rocher vertical percé d'un trou circulaire... ».
Aubert de la Rüe redescend par le versant ouest qu'il décrit « meilleur, avec de larges névés très fermes ».